# Diego Borgraf

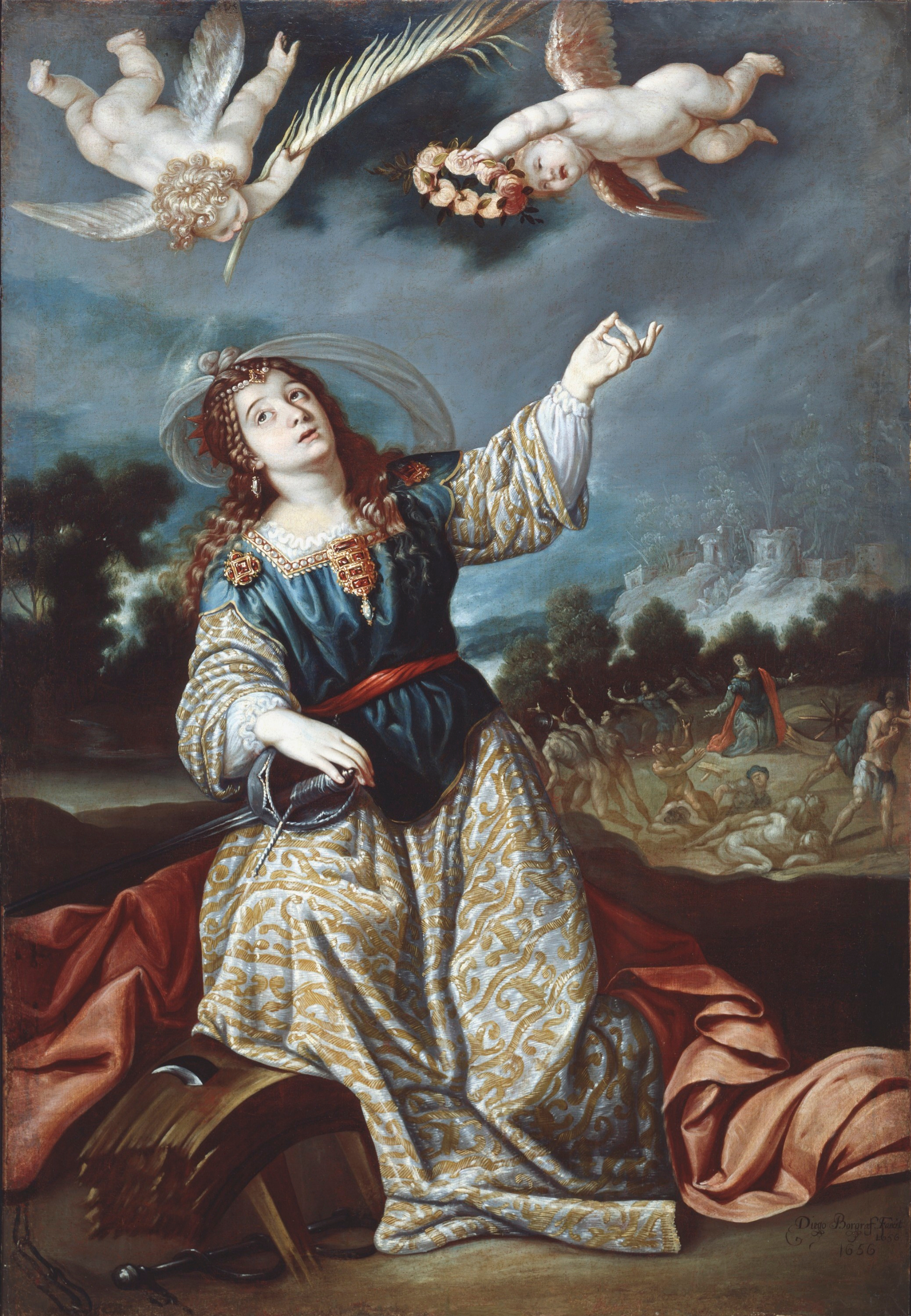
Santa Catalina de Alejandría (1656).Óleo sobre lienzo, 167 x 116,2 cm, Denver Art Museum

Diego Borgraf (Amberes, Flandes 1618 - Puebla de los Ángeles, Virreinato de Nueva España, marzo de 1686) es un pintor flamenco que llegó a su apogeo como artista del estilo colonial en Puebla. Por la época que Borgarf nace Flandes era parte de los dominios de la corona de España. Era hijo de Lodewijk Borchgraeve y Joanna Ruebens (Luis de Borgraf y Juana Ruebens). 
Debido a las características manieristas de su estilo se cree que se formó con el pintor Hendrick de Clerck, pintor de la corte de Bruselas. Esto significaría que habría trabajado en Bruselas y posiblemente establecido una relación con la corte. Esto puede explicar que viajó a España, donde residió varios años. Posteriormente se mudó a América, acompañando al obispo Juan de Palafox y Mendoza en 1640. Aparece en Puebla hacia 1649 cuando Diego y Antonio de Espinoza y José Márquez trabajan como sus aprendices.
Sus obras sobre temas religiosos denotan un estilo manerista con colores brillantes y gran atención a los detalles.

## Obras
- Retrato de Juan Palafox y Mendoza (1643), Catedral de Puebla
- Cristo Atado a la Columna con santos (1652), Parroquia de San Pedro, Cholula
- Santa Catalina de Alejandría (1656), Denver Art Museum
- San Antonio de Padua con el Niño (1670), Museo Soumaya, Ciudad de México
- San Diego de Alcalá Apareciendo a Santa Teresa (1677), Catedral de Tlaxcala
- San Francisco de Asís meditando (sin fecha), Museo Amparo, Puebla
- La Huida a Egipto (sin fecha), Parroquia de San José, Puebla
- La Muerte de San Francisco Javier (sin fecha), Museo José Luis Bello y Zetina, Puebla
- Lagar místico (sin fecha), Iglesia de San Miguelito, Cholula
- Inmaculada Concepción (sin fecha), Casa de los muñecos, Puebla
- Santa Ana, la Virgen María y el Niño Jesús (sin fecha), Colección Privada

## Galería

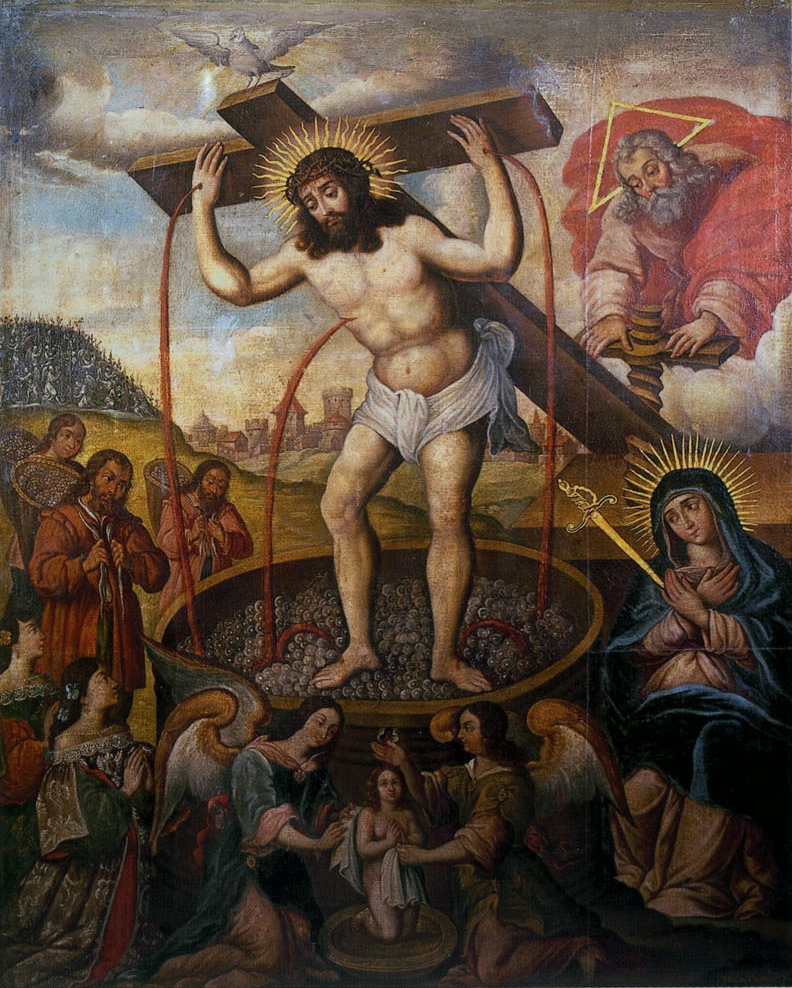
Lagar Místico
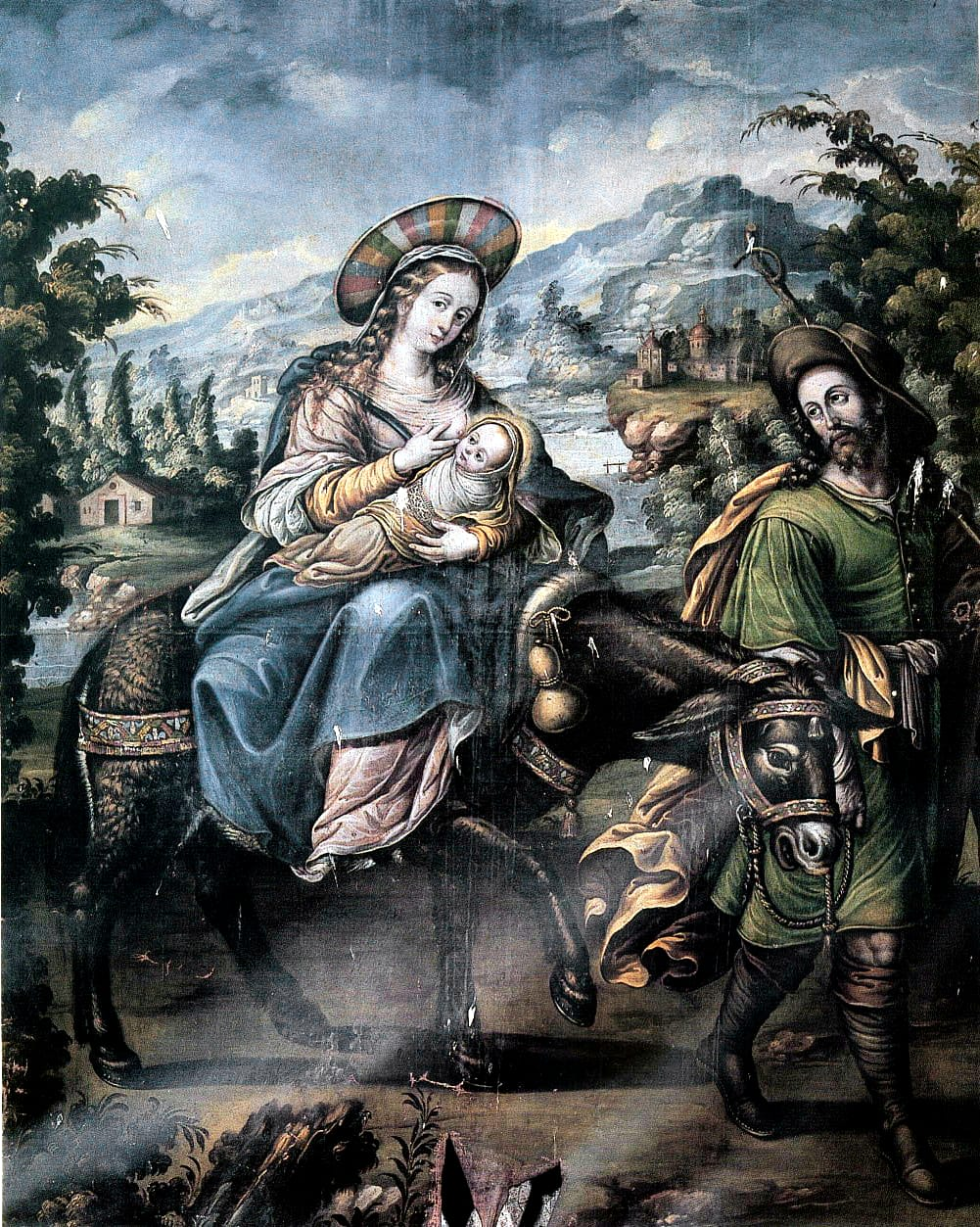
La Huida a Egipto
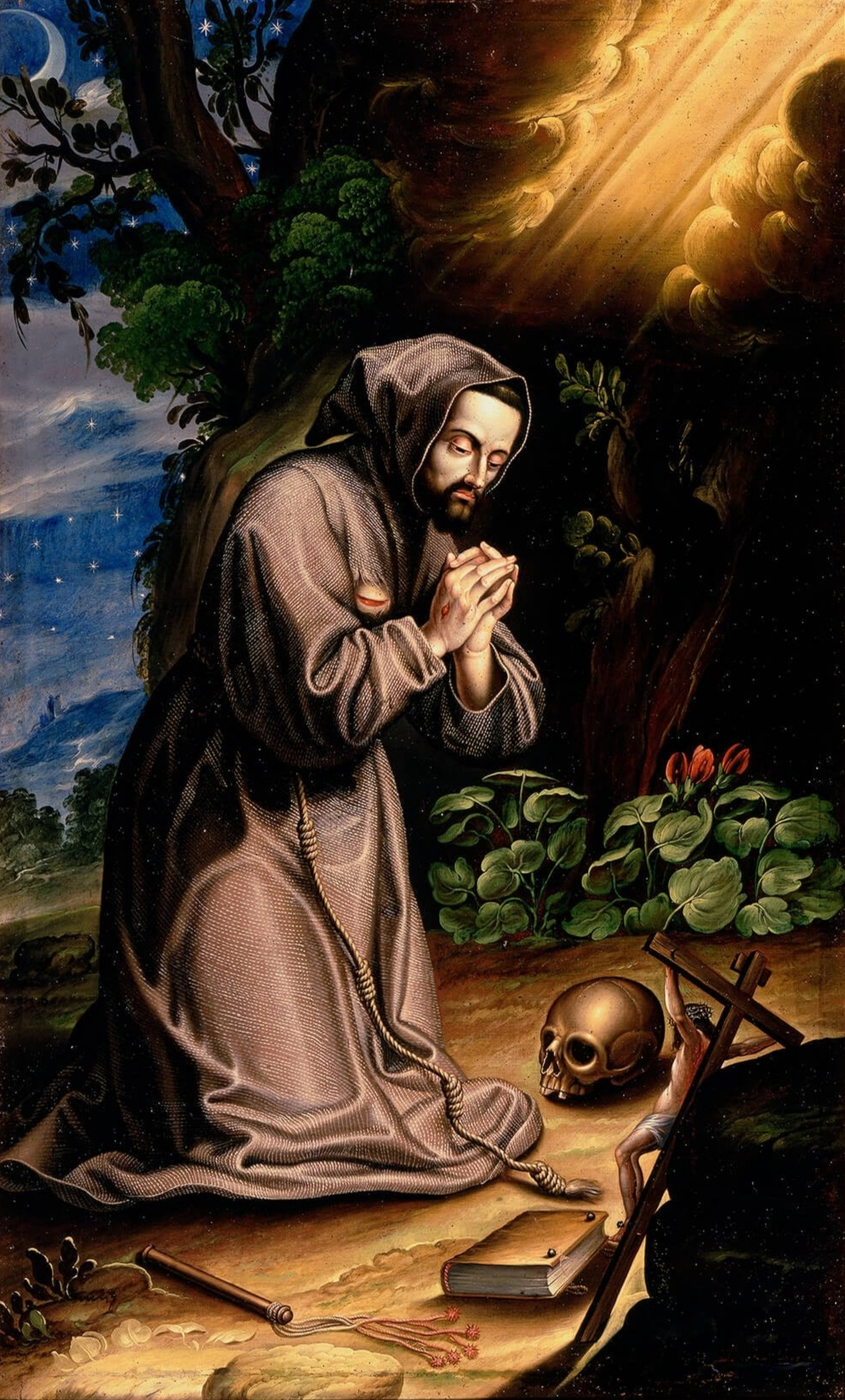
San Francisco de Asís meditando
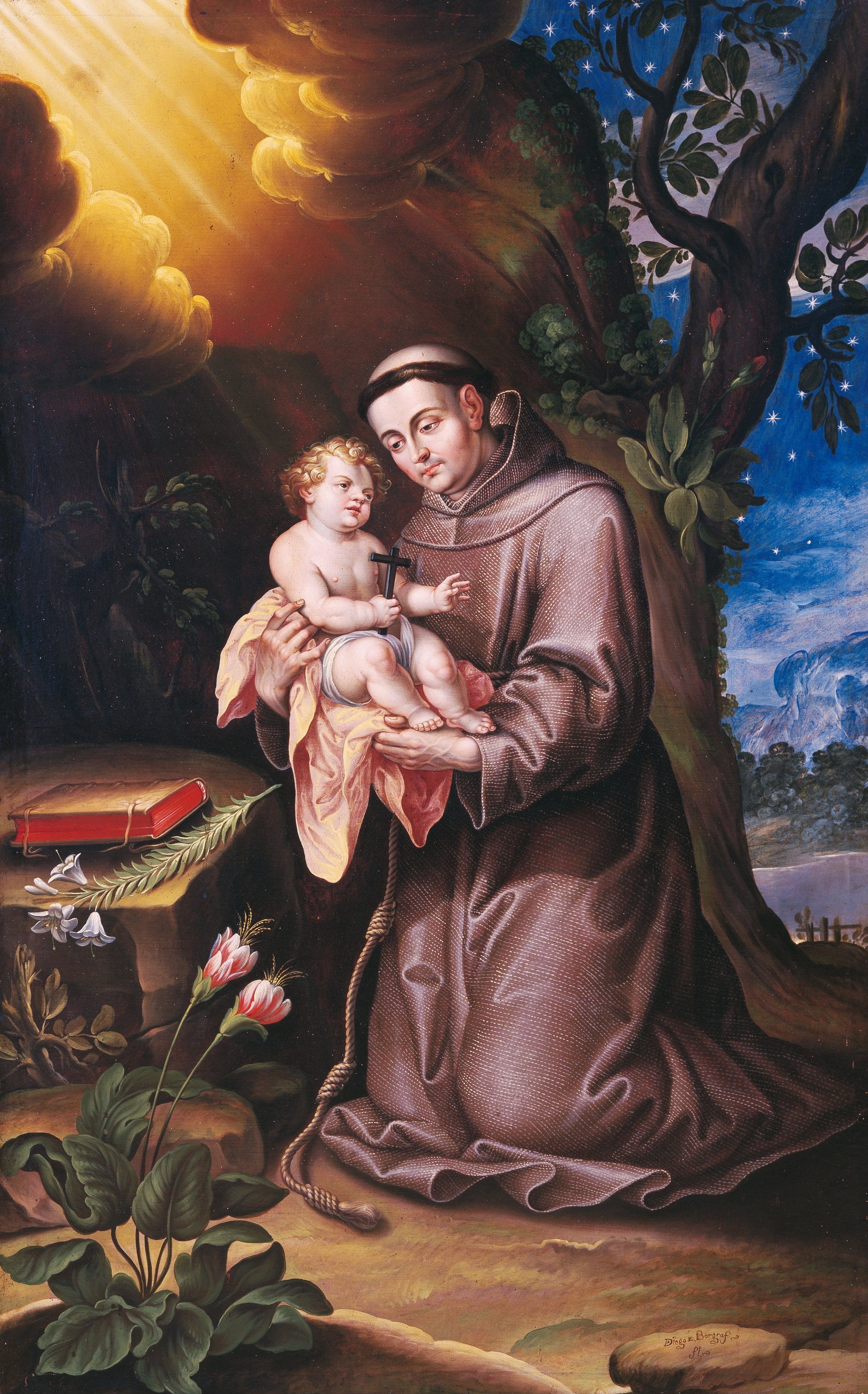
San Antonio de Padua con el Niño Jesús
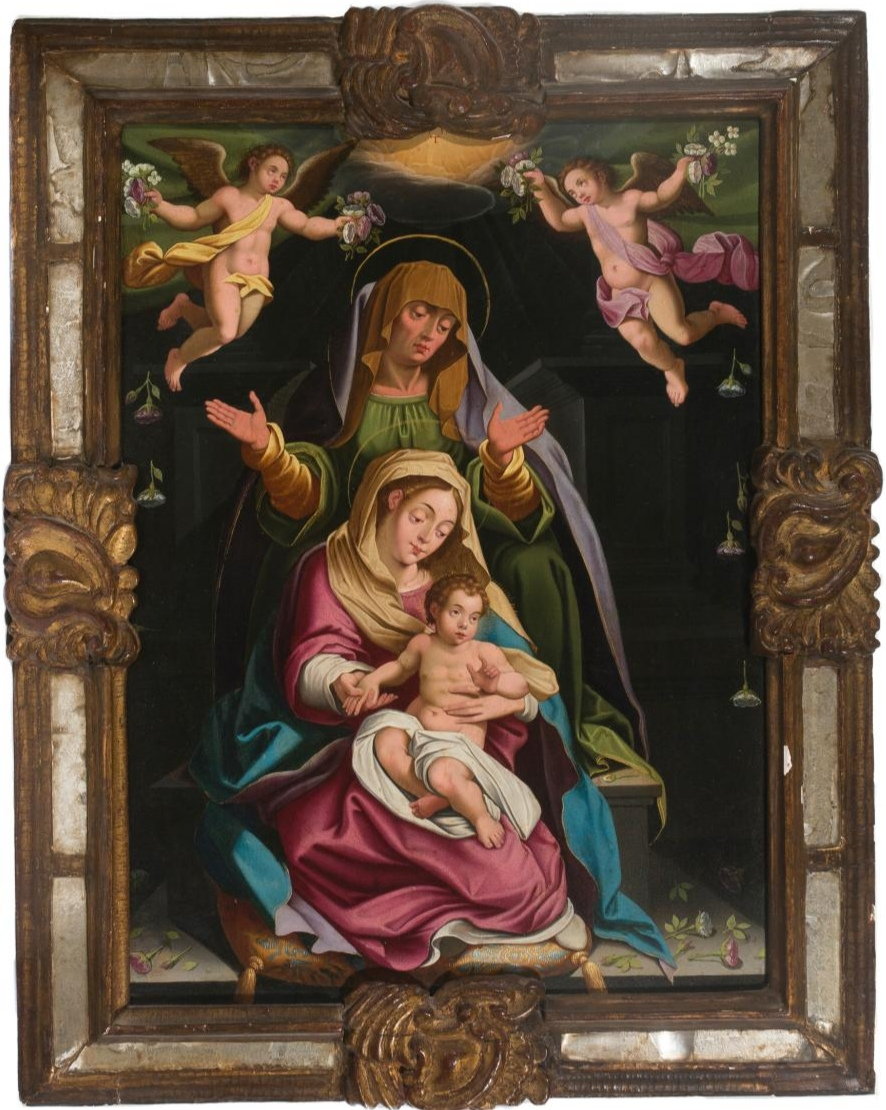
Santa Ana, la Virgen María y el Niño Jesús